# 51 Eridani
51 Eridani é uma estrela de tipo espectral F0V localizada a cerca de 96 anos-luz de distância a partir da Terra, na constelação de Eridanus. Ela tem uma magnitude aparente de 5,22, o que significa que é apenas visível a olho nu em regiões suburbanas e rurais. Sua magnitude absoluta é de 2.87.

## Sistema planetário
51 Eridani b é um planeta semelhante a Júpiter, porém, ele é jovem. Este planeta foi fotografado, em infravermelho próximo no dia 21 de dezembro de 2014. O estudo, liderado por Bruce Macintosh, um professor de física na Universidade de Stanford e confirmado por Christian Marois descobriu que metano e água são abundantes na atmosfera do planeta e sua massa é apenas um pouco maior do que a de Júpiter. Ele é o mais pequeno exoplaneta fotografado diretamente até à data.